# 랜시드
랜시드(Rancid)는 미국 캘리포니아주 올버니 출신 펑크 록 밴드이다.

## 역사
오퍼레이션 아이비의 멤버였던 팀 암스트롱과 맷 프리먼은 1989년 오퍼레이션 아이비가 해체된 후, 1991년에 캘리포니아주 올버니에서 랜시드를 결성하였다.
그린 데이의 빌리 조 암스트롱은 라스 프레드릭슨이 랜시드에 가입하기 전 잠깐 동안 랜시드의 멤버로 활동하였다. 당시 UK 섭스의 멤버였던 프레드릭슨은 랜시드의 가입 제안을 거절하였다. 랜시드는 결국 빌리 조 암스트롱에게 정식 멤버로 활동해달라고 부탁하였으나 빌리 조는 그린 데이 활동을 위해 이를 거절하였다. 하지만 프레드릭슨이 나중에 마음을 바꿔 랜시드에 합류하였다.
랜시드는 1993년부터 1998년까지 네 장의 정규 음반, 《Rancid》, 《Let's Go》, 《...And Out Come the Wolves》, 《Life Won't Wait》을 발매하였다. 랜시드는 매버릭 레코드 등 메이저 음반사의 영입 제안을 받기도 하였으나, 이를 거절하고 에피타프 레코드에 남아서 첫 네 장의 정규 음반을 발매하였다. 2000년에는 다섯 번째 정규 음반이자 두 번째 동명 음반인 《Rancid》를 발매하였으며, 2003년에는 《Indestructible》을 발매하였다.
랜시드는 2004년부터 활동 중지에 들어갔다. 공식적으로 밴드가 해체된 것은 아니었으며, 멤버들은 각각의 사이드 프로젝트에서 활동하였다. 암스트롱은 트랜스플랜츠에서 활동하며 2005년에 두 번째 음반 《Haunted Cities》를 발매하였다. 프레드릭슨은 그의 사이드 밴드 라스 프레드릭슨 앤드 더 바스타즈(Lars Frederiksen and the Bastards)에서 활동하며 2004년에 두 번째 음반 《Viking》을 발표하였다. 맷 프리먼은 소셜 디스토션에서 탈퇴한 존 모러를 대신하여 새로운 베이시스트 브렌트 하딩이 합류할 때까지 소셜 디스토션의 콘서트에서 활동하였다. 리드는 다른 프로젝트에서 활동하지는 않았으나, 트랜스플랜츠의 《Haunted Cities》에 참여하였다.
2006년 초, 랜시드는 다시 재결합하여 활동을 시작하였다. 2006년 11월 3일, 브렛 리드가 밴드를 탈퇴하였고, 유즈드의 드러머였던 브랜든 스타이네커트로 교체되었다. 2007년 5월 22일 암스트롱은 솔로 음반 《A Poet's Life》를 발매하였다.

## 구성원
- 팀 암스트롱(Tim Armstrong) - 보컬, 기타
- 라스 프레드릭슨(Lars Frederiksen) - 기타, 보컬(1993년 ~ 현재)
- 맷 프리먼(Matt Freeman) - 베이스, 보컬
- 브랜든 스타이네커트(Branden Steineckert) - 드럼(2006년 ~ 현재)

### 이전 멤버
- 브렛 리드(Brett Reed) - 드럼(1991년 ~ 2006년)

## 음반 목록

### 정규 음반
- 《Rancid》(1993년)
- 《Let's Go》(1994년)
- 《...And Out Come the Wolves》(1995년)
- 《Rancid》(2000년)
- 《Indestructible》(2003년)

### EP
- 《Rancid》(1992년)
- 《Radio Radio Radio》(1993년)
- 《Let Me Go》(2000년) - 일본 발매